# Victor Morax
Pour les articles homonymes, voir Morax (homonymie).
 (juillet 2013).

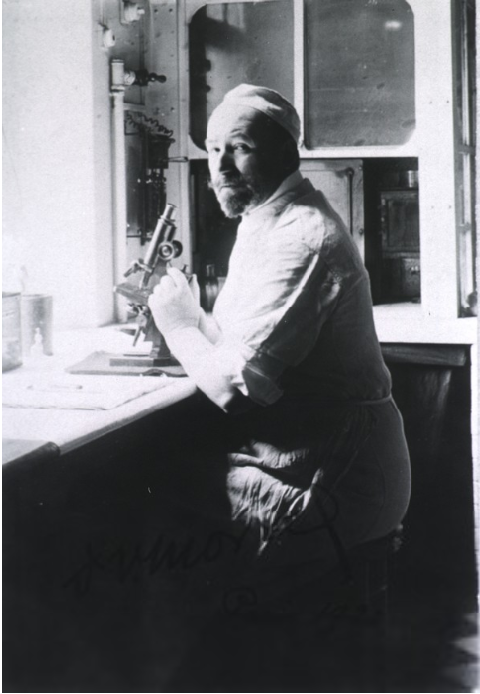
Victor Morax, Paris, 1920

Victor Morax, né le 16 mars 1866 à Morges et mort à Paris le 14 mai 1935, est un médecin, ophtalmologiste et ophtalmologue vaudois. Il a découvert le bacille Moraxella lacunata, qui est à l'origine de la conjonctivite chronique.

## Biographie
Après avoir fréquenté les écoles secondaires et le gymnase de Morges et Lausanne, il continue ses études à Fribourg-en-Brisgau, où il suit un semestre de chimie biologique, puis à Paris, où son compatriote et ami Alexandre Yersin l'entraîne à l'Institut Pasteur. Là, il prend goût aux recherches bactériologiques, qu'il n'abandonnera pas toute sa vie durant. Naturalisé Français, Victor Morax est nommé successivement externe, puis, en 1890, interne des Hôpitaux. Autant clinicien qu'ophtalmologue, bactériologue ou chirurgien, il obtient son doctorat en médecine en 1894 à Paris.
Tout en étant interne des hôpitaux, Victor Morax fait plusieurs stages à l'Institut Pasteur. En 1896, il découvre le diplo-bacille Moraxella lacunata, à l'origine de la conjonctivite chronique. Cette maladie est appelée tantôt « maladie de Morax » tantôt « conjonctivite d'Axenfeld », du nom de l'ophtalmologiste allemand Theodor Axenfeld (1867-1930), qui a découvert le bacille au cours de la même période que Morax.
Il mène encore de nombreuses recherches. Dès 1896, l'Institut Pasteur de Paris compte Victor Morax dans son personnel enseignant. S'étant aussi spécialisé en ophtalmologie, il est nommé en 1900 ophtalmologiste des hôpitaux ; on lui confie en 1903 la direction du service ophtalmologique de l'Hôpital Lariboisière, à la tête duquel il reste jusqu'en 1929.
En 1930, Victor Morax est élu membre de l'Académie de Médecine de Paris. En plus d'importantes et nombreuses publications scientifiques, Victor Morax fait paraître un traité d'ophtalmologie qui rencontre un grand succès. En 1923, il devient vice-président de la Ligue internationale contre le trachome dont le bactériologiste Charles Nicolle (1866-1936) était président. En 1929, il publie un important traité sur cette maladie intitulé Le Trachome. À partir de 1892 il est le rédacteur en chef de la revue Annales d'oculistique.